# Amions
Amions là một xã trong tỉnh Loire miền trung nước Pháp.